# Épeigné-sur-Dême
Pour les articles homonymes, voir Épeigné.
Épeigné-sur-Dême est une commune française située dans le département d'Indre-et-Loire, en région Centre-Val de Loire.

## Géographie

### Localisation
La commune est bornée au nord par Chemillé, à l'est par les communes de Villedieu-le-Château et la Ferrière, à l'ouest par Louestault, et au sud par Beaumont-la-Ronce et par Saint-Laurent-en-Gâtines.
Le village situé à une altitude moyenne de 80 m est arrosé par la Dême, et fait partie de la Gâtine tourangelle.
| Beaumont-sur-Dême Sarthe      | Villedieu-le-Château Loir-et-Cher |                   |
| Dissay-sous-Courcillon Sarthe | Épeigné-sur-Dême                  | Chemillé-sur-Dême |
| Villebourg Bueil-en-Touraine  | Neuvy-le-Roi                      |                   |

### Hydrographie

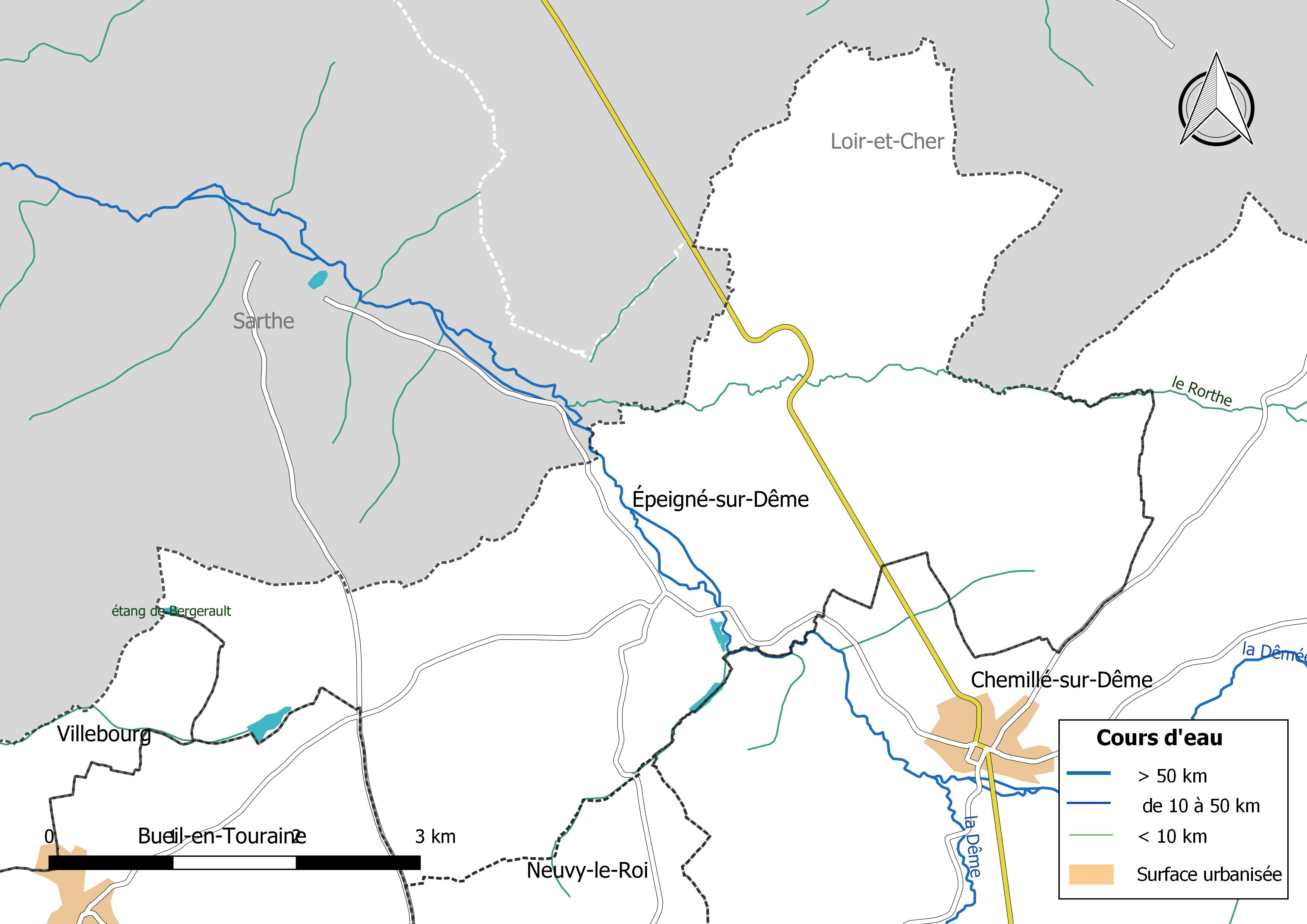
Réseau hydrographique d'Épeigné-sur-Dême.

Le réseau hydrographique communal, d'une longueur totale de 10,71 km, comprend un cours d'eau notable, la Dême (2,379 km), et quatre petits cours d'eau dont le Rorthe (4,366 km),.
La Dême, d'une longueur totale de 32,5 km, prend sa source à 160 m d'altitude à Monthodon  et se jette dans le Loir à Vouvray-sur-Loir, à 47 m d'altitude, après avoir traversé 9 communes. 
Ce cours d'eau est classé dans la liste 2 au titre de l'article L. 214-17 du code de l'environnement sur le Bassin Loire-Bretagne. Du fait de ce classement, tout ouvrage doit être géré, entretenu et équipé selon des règles définies par l'autorité administrative, en concertation avec le propriétaire ou, à défaut, l'exploitant. 
Sur le plan piscicole, la Dême est classée en première catégorie piscicole. Le groupe biologique dominant est constitué essentiellement de salmonidés (truite, omble chevalier, ombre commun, huchon).
Trois zones humides ont été répertoriées sur la commune par la direction départementale des territoires (DDT) et le conseil départemental d'Indre-et-Loire : « l'étang de la Morfonderie », « la vallée de la Dême de Chemillé-sur-Dême à Epeigné-sur-Dême » et « la vallée du Ruisseau de Rorthe »,.

### Climat
Pour des articles plus généraux, voir Climat du Centre-Val de Loire et Climat d'Indre-et-Loire.
En 2010, le climat de la commune est de type climat océanique dégradé des plaines du Centre et du Nord, selon une étude du CNRS s'appuyant sur une série de données couvrant la période 1971-2000. En 2020, Météo-France publie une typologie des climats de la France métropolitaine dans laquelle la commune est exposée à un climat océanique altéré et est dans la région climatique Moyenne vallée de la Loire, caractérisée par une bonne insolation (1 850 h/an) et un été peu pluvieux.
Pour la période 1971-2000, la température annuelle moyenne est de 10,9 °C, avec une amplitude thermique annuelle de 14,7 °C. Le cumul annuel moyen de précipitations est de 725 mm, avec 12,1 jours de précipitations en janvier et 6,8 jours en juillet. Pour la période 1991-2020, la température moyenne annuelle observée sur la station météorologique de Météo-France la plus proche, sur la commune de Saint-Christophe-sur-le-Nais à 12 km à vol d'oiseau, est de 12,1 °C et le cumul annuel moyen de précipitations est de 682,2 mm,. Pour l'avenir, les paramètres climatiques de la commune estimés pour 2050 selon différents scénarios d'émission de gaz à effet de serre sont consultables sur un site dédié publié par Météo-France en novembre 2022.

## Urbanisme

### Typologie
Au 1er janvier 2024, Épeigné-sur-Dême est catégorisée commune rurale à habitat très dispersé, selon la nouvelle grille communale de densité à sept niveaux définie par l'Insee en 2022.
Elle est située hors unité urbaine. Par ailleurs la commune fait partie de l'aire d'attraction de Tours, dont elle est une commune de la couronne,. Cette aire, qui regroupe 162 communes, est catégorisée dans les aires de 200 000 à moins de 700 000 habitants,.

### Occupation des sols
L'occupation des sols de la commune, telle qu'elle ressort de la base de données européenne d’occupation biophysique des sols Corine Land Cover (CLC), est marquée par l'importance des territoires agricoles (84,7 % en 2018), une proportion sensiblement équivalente à celle de 1990 (83,9 %). La répartition détaillée en 2018 est la suivante : 
terres arables (63,4 %), prairies (16,3 %), forêts (15,3 %), zones agricoles hétérogènes (5 %). L'évolution de l’occupation des sols de la commune et de ses infrastructures peut être observée sur les différentes représentations cartographiques du territoire : la carte de Cassini (XVIIIe siècle), la carte d'état-major (1820-1866) et les cartes ou photos aériennes de l'IGN pour la période actuelle (1950 à aujourd'hui).

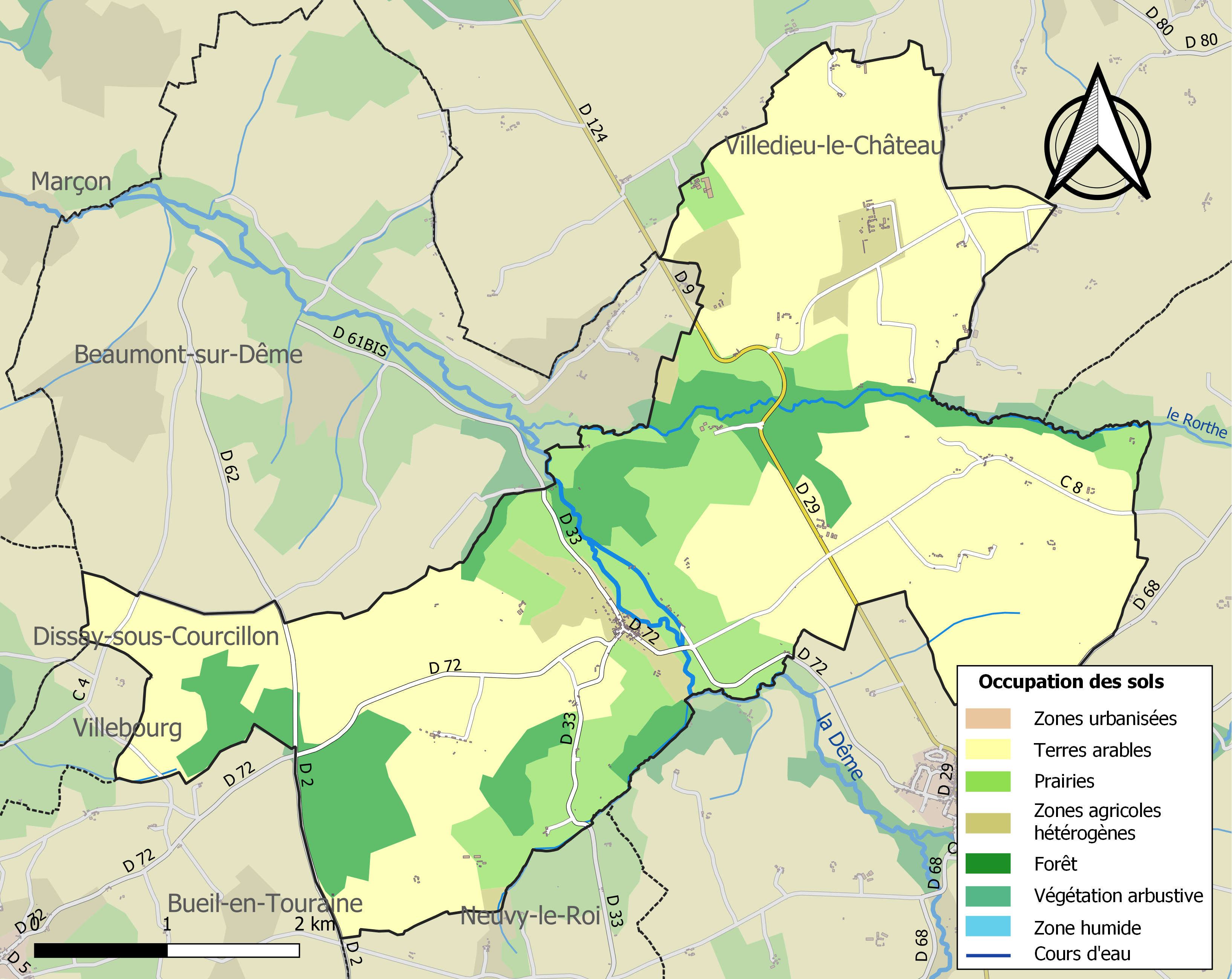
Carte des infrastructures et de l'occupation des sols de la commune en 2018 (CLC).

### Risques majeurs
Le territoire de la commune d'Épeigné-sur-Dême est vulnérable à différents aléas naturels : météorologiques (tempête, orage, neige, grand froid, canicule ou sécheresse) et séisme (sismicité très faible). Un site publié par le BRGM permet d'évaluer simplement et rapidement les risques d'un bien localisé soit par son adresse soit par le numéro de sa parcelle.

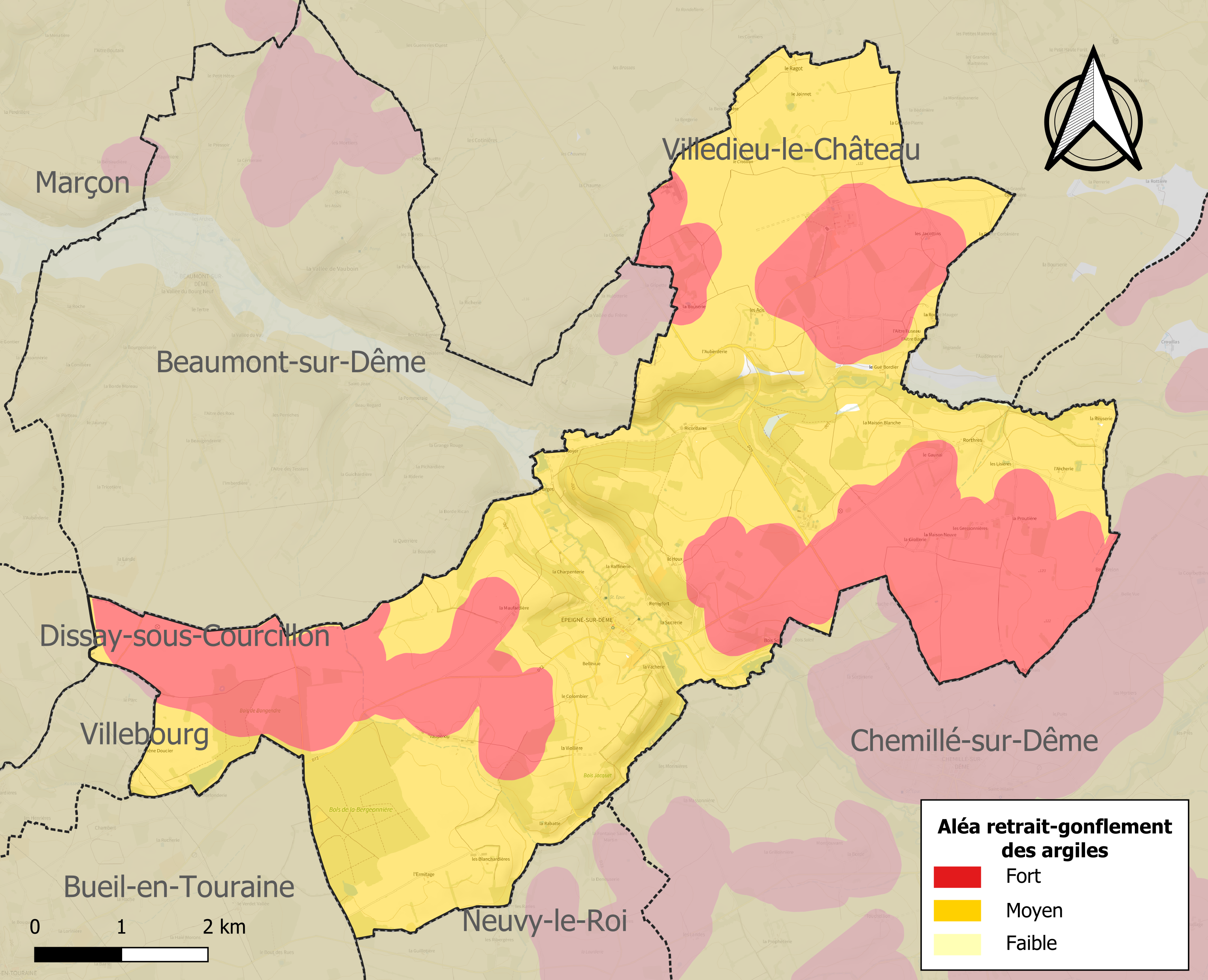
Carte des zones d'aléa retrait-gonflement des sols argileux d'Épeigné-sur-Dême.

Le retrait-gonflement des sols argileux est susceptible d'engendrer des dommages importants aux bâtiments en cas d’alternance de périodes de sécheresse et de pluie. 99,7 % de la superficie communale est en aléa moyen ou fort (90,2 % au niveau départemental et 48,5 % au niveau national). Sur les 117 bâtiments dénombrés sur la commune en 2019, 117 sont en aléa moyen ou fort, soit 100 %, à comparer aux 91 % au niveau départemental et 54 % au niveau national. Une cartographie de l'exposition du territoire national au retrait gonflement des sols argileux est disponible sur le site du BRGM,.
Concernant les mouvements de terrains, la commune a été reconnue en état de catastrophe naturelle au titre des dommages causés par la sécheresse en 1990 et 2005 et par des mouvements de terrain en 1999.

## Histoire
En 1822, Épeigné-sur-Dême a annexé les communes des Pins et de Rorthes.

## Politique et administration

### Liste des maires
| Période                                  | Période  | Identité         | Étiquette | Qualité              |
| ---------------------------------------- | -------- | ---------------- | --------- | -------------------- |
| mars 2001                                | mai 2020 | Patrice Terpreau | DVD       | Agriculteur retraité |
| mai 2020                                 | En cours | Stéphane Goué    |           |                      |
| Les données manquantes sont à compléter. |          |                  |           |                      |

### Tendances politiques et résultats
| Scrutin             | Scrutin             | 1er tour | 1er tour | 1er tour | 1er tour | 1er tour  | 1er tour | 1er tour | 1er tour  | 1er tour | 1er tour | 1er tour | 1er tour | 2d tour | 2d tour | 2d tour | 2d tour | 2d tour | 2d tour |
| Scrutin             | Scrutin             | 1er      | 1er      | %        | 2e       | 2e        | %        | 3e       | 3e        | %        | 4e       | 4e       | %        | 1er     | 1er     | %       | 2e      | 2e      | %       |
| ------------------- | ------------------- | -------- | -------- | -------- | -------- | --------- | -------- | -------- | --------- | -------- | -------- | -------- | -------- | ------- | ------- | ------- | ------- | ------- | ------- |
| Présidentielle 2017 | Présidentielle 2017 |          | LR       | 31,68    |          | EM        | 16,83    |          | FN        | 15,84    |          | LFI      | 15,84    |         | EM      | 60,64   |         | FN      | 39,36   |
| Présidentielle 2022 | Présidentielle 2022 |          | RN       | 28,57    |          | LFI       | 20,00    |          | LREM      | 19,05    |          | REC      | 10,48    |         | RN      | 52,94   |         | LREM    | 47,06   |
| Législatives 2022   | 5e                  |          | RN       | 35,37    |          | PCF-Nupes | 20,73    |          | MoDem-Ens | 17,07    |          | LR       | 12,20    |         | RN      | 54,55   |         | MoDem   | 45,45   |
| Législatives 2024   | 5e                  |          | RN       | 48,48    |          | PCF-NFP   | 21,21    |          | MoDem-Ens | 17,17    |          | LR       | 10,10    |         | RN      | 57,61   |         | MoDem   | 42,39   |

## Démographie
L'évolution du nombre d'habitants est connue à travers les recensements de la population effectués dans la commune depuis 1793. Pour les communes de moins de 10 000 habitants, une enquête de recensement portant sur toute la population est réalisée tous les cinq ans, les populations de référence des années intermédiaires étant quant à elles estimées par interpolation ou extrapolation. Pour la commune, le premier recensement exhaustif entrant dans le cadre du nouveau dispositif a été réalisé en 2007.

En 2022, la commune comptait 159 habitants, en évolution de −3,64 % par rapport à 2016 (Indre-et-Loire : +1,67 %, France hors Mayotte : +2,11 %).
| 1793 | 1800 | 1806 | 1821 | 1831 | 1836 | 1841 | 1846 | 1851 |
| ---- | ---- | ---- | ---- | ---- | ---- | ---- | ---- | ---- |
| 220  | 146  | 226  | 262  | 525  | 486  | 485  | 521  | 451  |

| 1856 | 1861 | 1866 | 1872 | 1876 | 1881 | 1886 | 1891 | 1896 |
| ---- | ---- | ---- | ---- | ---- | ---- | ---- | ---- | ---- |
| 468  | 466  | 444  | 437  | 411  | 404  | 389  | 394  | 457  |

| 1901 | 1906 | 1911 | 1921 | 1926 | 1931 | 1936 | 1946 | 1954 |
| ---- | ---- | ---- | ---- | ---- | ---- | ---- | ---- | ---- |
| 422  | 414  | 401  | 365  | 375  | 369  | 351  | 346  | 320  |

| 1962 | 1968 | 1975 | 1982 | 1990 | 1999 | 2006 | 2007 | 2012 |
| ---- | ---- | ---- | ---- | ---- | ---- | ---- | ---- | ---- |
| 320  | 270  | 216  | 186  | 172  | 145  | 157  | 159  | 166  |

| 2017 | 2022 | - | - | - | - | - | - | - |
| ---- | ---- | - | - | - | - | - | - | - |
| 159  | 159  | - | - | - | - | - | - | - |

## Culture locale et patrimoine

### Lieux et monuments
- Menhir des Cormiers.
- Vallée de la Dême.
- L'église Saint-Étienne, construite en grès roussard (provenant de la carrière qui était présente autrefois sur la commune), est dédiée à saint Pierre. L'abside qui forme la partie la plus ancienne est du XIIe siècle. La façade s'orne d'une frise d'animaux exotiques. Le retable mural date du XVIIIe siècle.
- Château de Girardet du XIXe siècle.
- Château des Pins, construit à partir de 1852, sur l'emplacement d'un château primitif de la seigneurie des Pins attestée dès le XVe siècle.
- Château de Rennefort des XVIIIe et XIXe siècles.

### Personnalités liées à la commune
- Galiot Mandat de Grancey, propriétaire du château et de la terre des Pins avant les Le Clerc.
- Louis-René-Luc Leclerc, maire et châtelain de la petite commune des Pins, médecin-chef de l'hôpital général de Tours, fonction qu'il partage avec le docteur Pierre Bretonneau. Il est le neveu du député Claude-Nicolas Leclerc, de la commune voisine de Villedieu-le-Château et le père de Frédéric Le Clerc, médecin-chef de l'hôpital général de Tours.